# Twentynine Palms (Kalifornia)
Twentynine Palms város az USA Kalifornia államában, San Bernardino megyében. Lakosainak száma 28 065 fő (2020. április 1.).

## Népesség
A település népességének változása:
| Lakosok száma | 25 048 | 25 768 | 28 065 |
|               | 2010   | 2013   | 2020   |